# جداره پزشکیان
جداره پزشکیان مربوط به دوره پهلوی اول است و در تبریز، خیابان شریعتی شمالی، کوچه میارمیار واقع شده و این اثر در تاریخ ۱۶ دی ۱۳۸۷ با شمارهٔ ثبت ۲۴۴۰۲ به‌عنوان یکی از آثار ملی ایران به ثبت رسیده است.